# Куля Рубіка

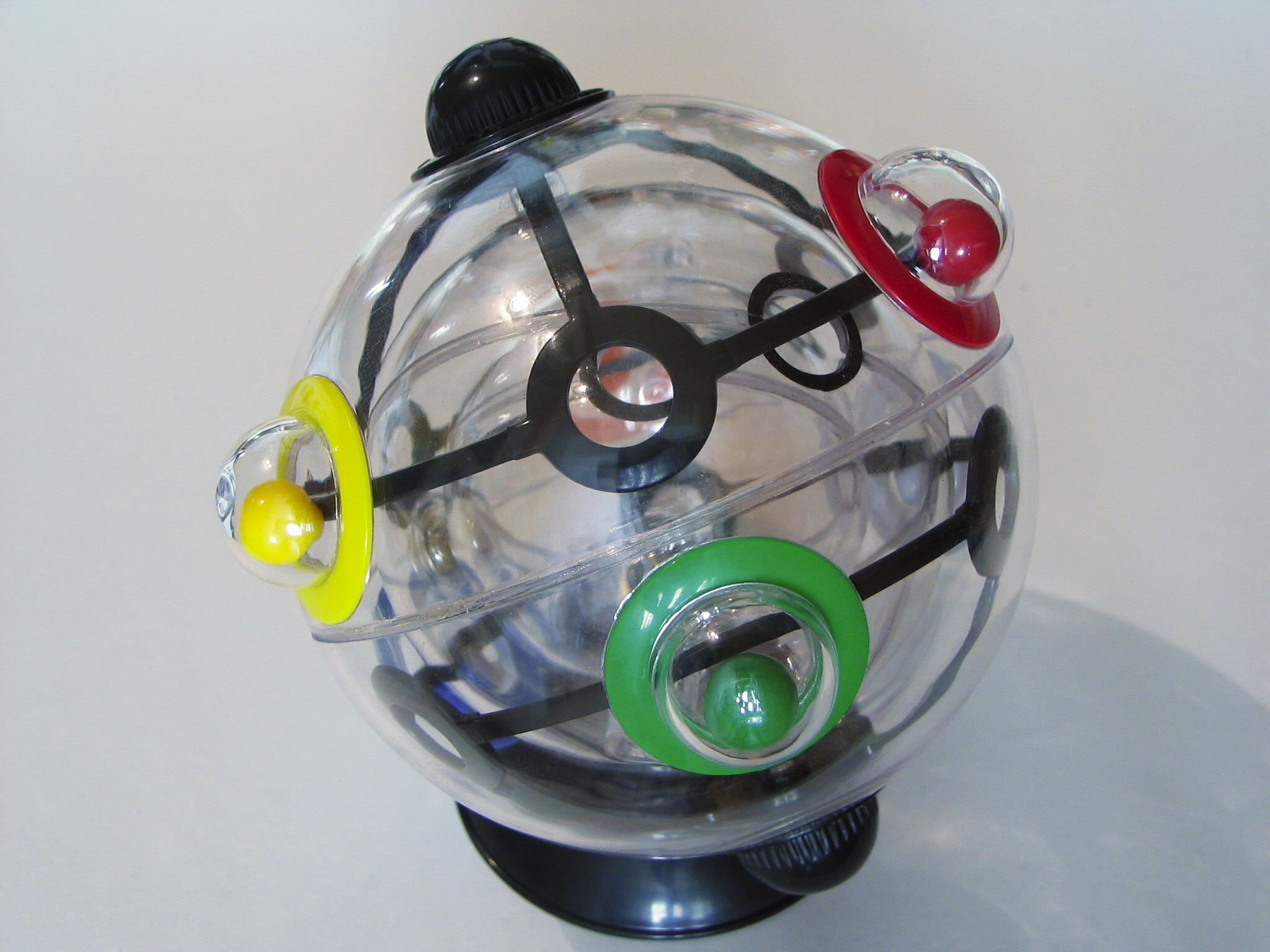
Рубик 360

Куля Рубіка (Рубік 360, кулька Рубіка, сфера Рубіка) — механічна головоломка, винайдена в 2009 році і запатентована угорським скульптором і викладачем архітектури Ерньо Рубіком. Була представлена 5 лютого 2009 року на Міжнародному Нюрнберзькому ярмарку іграшок. У Великій Британії головоломка надійшла у продаж з 13 липня 2009 року.
Головоломка являє собою три прозорі сфери, що обертаються на осях і знаходяться одна в іншій. Всередині центральної сфери — 6 кольорових куль. Мета полягає в тому, щоб через отвори в сферах довести кожну кулю до гнізда з відповідним кольором, розташованого на зовнішній сфері.
Сам Ерньо Рубік заявив, що, хоча завдання на перший погляд виглядає простим, добитися її рішення дуже і дуже важко, оскільки в гру втручається гравітація.
Під час презентації нової головоломки  для фахівців, що відбулася в Лондоні, всі були здивовані дотепним рішенням нової гри. При цьому, на відміну від кубика, для вирішення головоломки потрібні складніші рухи руки.
Щоб зібрати головоломку, потрібно перемістити шість кульок, пофарбованих у різні кольори, від центральної сфери у відповідні пази зовнішньої сфери. Для цього їх потрібно провести через середню сферу, яка має два отвори.